# Дорош, Юрий Порфирьевич
Юрий Порфирьевич Дорош (1924—1992) — сержант Советской Армии, участник Великой Отечественной войны, Герой Советского Союза (1945).

## Биография
Юрий Дорош родился 2 мая 1924 года в селе Акмечетка (ныне — Прибужье в Доманёвском районе Николаевской области Украины) в семье крестьянина.
В 1940 году окончил школу-семилетку, после чего работал трактористом в машинно-тракторной станции.
В марте 1944 года Дорош был призван на службу в Рабоче-крестьянскую Красную Армию. С того же года — на фронтах Великой Отечественной войны. Член ВКП(б)/КПСС с 1944 года. К январю 1945 года сержант Юрий Дорош командовал стрелковым отделением 1-го стрелкового батальона 1052-го стрелкового полка 301-й стрелковой дивизии 9-го стрелкового корпуса 5-й ударной армии 1-го Белорусского фронта. Отличился во время освобождения Польши.
14 января 1945 года в бою за освобождение полустанка Грабув в 14 километрах к западу от Магнушева Дорош уничтожил 2 немецких пулемёта. 15 января он вместе с отделением переправился через Пилицу и уничтожил расчёт вражеского пулемёта, что способствовало успешной переправе всего полка.
Указом Президиума Верховного Совета СССР от 27 февраля 1945 года за «мужество и героизм, проявленные в борьбе с немецкими захватчиками» сержант Юрий Дорош был удостоен высокого звания Героя Советского Союза с вручением ордена Ленина и медали «Золотая Звезда» за номером 5617.
В 1947 году Дорош был демобилизован. В 1950 году окончил Одесскую республиканскую школу киномехаников, в 1963 году — среднюю школу. Проживал и работал в селе Андреево-Ивановка Николаевского района Одесской области. После выхода на пенсию переехал к сыну в Беляевку. Скончался 16 апреля 1992 года. Похоронен в городе Беляевка Одесской области Украины.
Был также награждён орденами Отечественной войны 1-й степени и Красной Звезды, а также рядом медалей.